# Paó a la llum del sol
Paó a la llum del sol, o Paó a la llum del sol (estil egipci) (Павлин под ярким солнцем (стиль египетский) en rus) és una pintura a l'oli realitzada per la pintora russa Natàlia Gontxarova. L'obra forma part de la col·lecció permanent de la Galeria Tretiakov de Moscou.

## Anàlisi
El quadre pertany a una sèrie d'obres sota el nom convencional de "Paons", que van ser elaborats per Gontxarova sota la influència del raionisme i el llenguatge expressiu del primitivisme. L'obra en qüestió combina les lleis de l'art Antic Egipci i les tradicions de l'art folklòric rus. La figura del paó es transforma en un signe expressiu. El cap cisellat i el coll elegant es mostren de perfil, mentre que la magnífica cua s'estén davant, segons el que prescriu l'art egipci antic. Entre ells hi ha un oval verd, que prové d'un fons al coll, al cap i al cos. El paó sembla estar examinant la seva pròpia cua amb sorpresa, una cua que sembla una gran estructura arquitectònica. Sembla, a la vegada, el Colosseu, un iconòstasi arquejat, un arc de sant Martí o un paleta de pintor. A diferència dels artistes de l'Art Nouveau, que associaven les plomes dels paons amb el luxe i l'elegància, Gontxarova interpreta aquest motiu com el poder primordial, expressat en colors. La imatge del paó sembla posar cos a l'antic símbol de la immortalitat.

## Història
Al març de 1912, en una exposició controvertida anomenada "La cua del burro" ("The Donkey's Tail"), Gontxarova va exposar més de 50 obres, entre els quals destacava una sèrie de 5 quadres sota el títol "Possibilitats Artístiques d'un Paó" ("Artistic Possibilities of a Peacock"), realitzat en diferents estils, inclòs el xinès, el futurista, l'egipci, el cubista, i el brodat rus.
El quadre Paó a la llum del sol (Estil Egipci) és construït amb accents cromàtics contrastats i ressonants, i tots ells junts produeixen l'efecte d'una intensiva lluminescència. El subtítol Estil Egipci, es pot interpretar de diferents maneres. Pot ser que defineixi la postura del paó, que es mostra tan de perfil com de cara, un dels atributs característics dels cànons egipcis, amb la figura de l'ocell representat de perfil, i la cua girada frontalment cap a l'espectador. És curiós assenyalar que al 1911, any en què el paó va ser pintat, el Museu de Belles Arts de Moscou era la seu d'una exposició de la famosa col·lecció d'art antic d'Egipte que pertanyia a Vladímir Golenischev, i l'egiptologia va esdevenir un dels temes essencials de la vida cultural de l'època. Tanmateix, probablement, aquí hi ha una referència obscura i general a quelcom "antic" i "oriental". Tornant a estils primitius i arcaics del passat, Gontxarova es va esforçar a alliberar l'energia del color, principalment. I per fer que el color ressonés amb tota la seva força, s'havia de fer independent al motiu representat. És per això que, en el quadre de Gontxarova, punts cromàtics individuals ressonen com punts de pintura "nua", com si es posessin en el llenç just abans del moment.
Es podria conjecturar que va ser el "Paó" el que va inspirar Aleksandr Benois a contractar Gontxarova com a dissenyadora d'art en la producció teatral de Nikolai Rimski-Kórsakov El Gall d'Or, una òpera que va captivar Europa amb els seus colors orientals, exòtics i exuberants.